# How Could An Angel Break My Heart
Singles de Toni Braxton et Kenny G
I Don't Want To/I Love Me Some Him
(1997) He Wasn't Man Enough
(2000)
How Could An Angel Break My Heart est une chanson de la chanteuse Toni Braxton, accompagnée du saxophoniste Kenny G, sortie le 4 novembre 1997. La chanson est le 4e et dernier single extrait de l'album Secrets. Elle est écrite par Toni Braxton, Babyface et composée par Babyface.

## Composition
How Could An Angel Break My Heart en duo avec Kenny G au saxophone, est une ballade R&B, dévoilant l'agonie d'une femme lorsqu'elle découvre l'infidélité de son amant.

## Performance commerciale
La chanson atteint la 12e place du Hot Adult Contemporary Tracks.

## Vidéoclip
La vidéo musicale de ce titre, est dirigée par Iain Softley. Elle y retransmet Toni, sublimement vêtue, dans un immense château de l'ancienne époque où dansent beaucoup de gens, puis elle défaille lorsqu'elle découvre que son homme courtise une autre femme. Toni Braxton How Could An Angel Break my Heart vidéo officielle Youtube

## Pistes et formats
CD single Royaume-Uni et Europe
1. "How Could an Angel Break My Heart" (Album Version) – 4:20
2. "How Could an Angel Break My Heart" (Remix Version featuring Babyface) – 4:21
3. "How Could an Angel Break My Heart" (Album Instrumental) – 4:21
4. "How Could an Angel Break My Heart" (Remix Instrumental) – 4:21

CD 2 Royaume-Uni
1. "How Could an Angel Break My Heart" – 4:20
2. "Breathe Again" – 4:29
3. "Another Sad Love Song" – 5:01
4. "Love Shoulda Brought You Home" – 4:56

## Crédits
Informations issues et adaptées du livret de Secrets (LaFace Records, Arista, 1996) et du site discogs.
- Toni Braxton : interprète principale, chœurs, auteur, compositrice
- Kenneth "Babyface" Edmonds : auteur, compositeur, claviers, programmations, producteur
- Kenny G : saxophone
- Greg Phillinganes : piano, rhodes
- Nathan East : basse
- Jeremy Lubbock : arrangement et direction de l’orchestre (cordes)

- Brad Gilderman : enregistrement
- Al Schmitt : enregistrement de l’orchestre (cordes)
- Mick Guzauski : mixage
- Paul Boutin, Robbes Stieglietz, Kyle Bess, Brandon Harris, Richard Huredia, Jin Choi, Jon Shrive, Bill Kinsley, Brad Haehnel : ingénieurs du son assistants
- Randy Walker : programmation midi
- Ivy Skoff : coordinatrice

## Classement hebdomadaire
| Chart (1997)                      | Peak position |
| --------------------------------- | ------------- |
| Australie                         | 87            |
| Belgique (Flanders)               | 50            |
| Europe                            | 83            |
| Irelande                          | 16            |
| Royaume-Uni                       | 22            |
| U.S. Billboard Adult Contemporary | 12            |
| Chart (1998)                      | Peak position |
| Pays-Bas                          | 36            |